# (29212) Zeeman
(29212) Zeeman (1991 RA41) – planetoida z grupy pasa głównego asteroid okrążająca Słońce w ciągu 4,9 lat w średniej odległości 2,88 j.a. Odkryta 10 września 1991 roku.